# Consejería de Medio Ambiente, Territorio y Vivienda de la Junta de Galicia

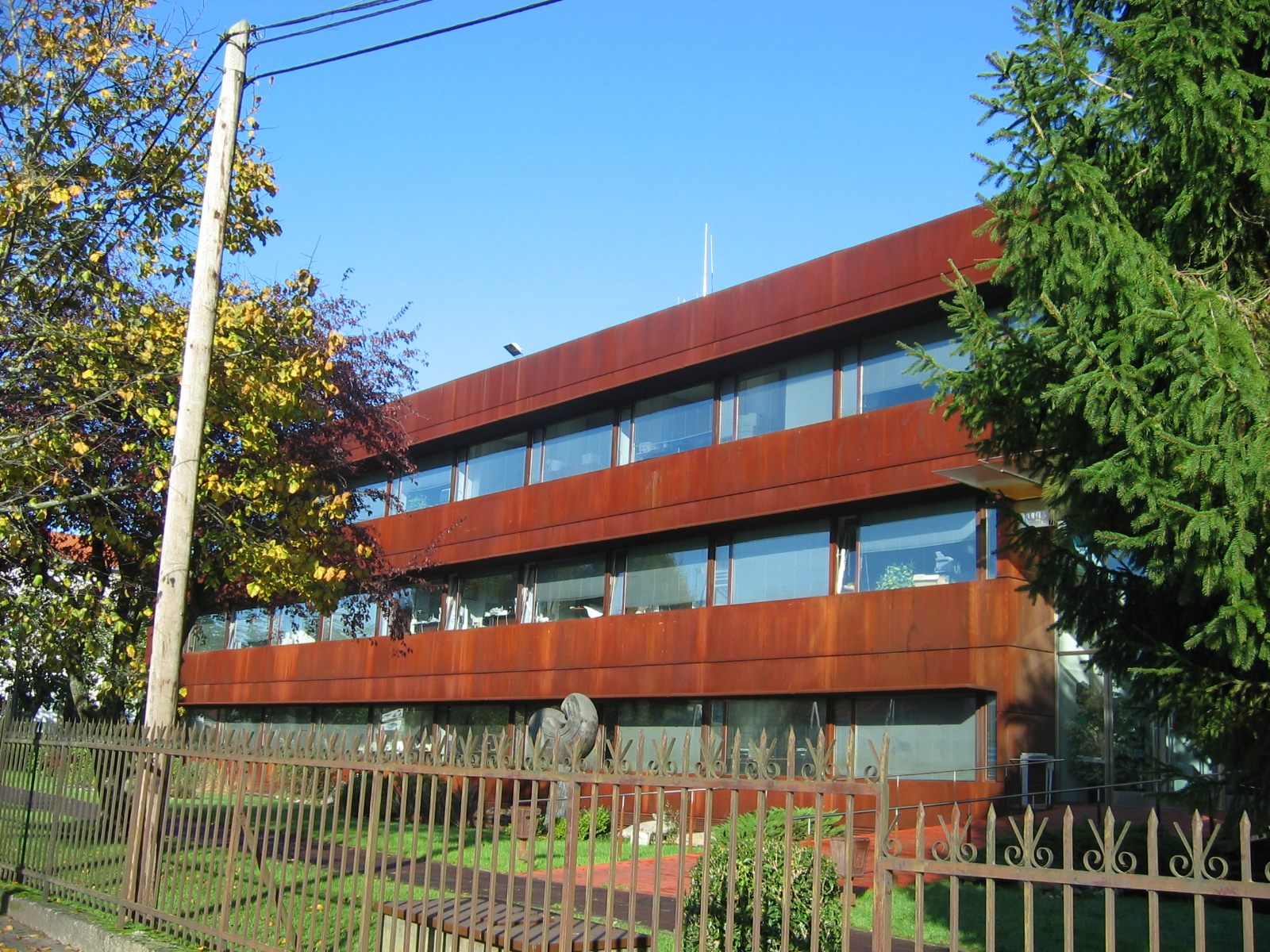
Sede central de la Consejería de Medio Ambiente, Territorio y Vivienda en Santiago de Compostela

La Consellería de Medio Ambiente, Territorio y Vivienda (en gallego: Consellería de Medio Ambiente, Territorio e Vivenda) es una consejería de la Junta de Galicia, que se encarga de la promoción de obras públicas, del estado de las carreteras y de las infraestruturas de comunicación, de la política de transporte, de la vivienda y de la gestión del medio ambiente.

## Historia
La consejería de Obras Públicas tuvo distintas denominaciones a lo largo de su historia, incorporándose unas funciones u otras o si se incide más en unos aspectos políticos o en otros. Se le denominó Consejería de Transportes y Obras Públicas (COTOP) y también Consejería de Política Territorial, Obras Públicas y Transportes. Los cambios más importantes se produjeron en 2005 cuando las competencias sobre vivienda pasaron a tener una consellería propia, y en 2009, con la incorporación del área de gestión del medio ambiente, que hasta entonces estaba gestionada por la consejería de Medio Ambiente. También en ese mismo año pierde la competencia sobre los puertos, que pasaron a depender de la consejería del Mar; en 2018, las competencias de infraestructuras son destinadas a la creación de la consejería de Infraestructuras y Movilidad y se le añade las competencias de vivienda.

## Listado de consejeros
1. Ángel Mario Carreño: 1982-1986
2. Xavier Suárez-Vence: 1986-1986
3. Fernando Pedrosa Roldán: 1986-1987
4. Antolín Sánchez Presedo: 1987-1990
5. Xosé Cuíña: 1990-2003
6. Alberto Núñez Feijóo: 2003-2005
7. María Xosé Caride: 2005-2009
8. Agustín Hernández: 2009-2014
9. Ethel Vázquez: 2014-2018
10. María Ángeles Vázquez Mejuto: 2019-

## Entes públicos adscritos
- Agencia de Protección de la Legalidad Urbanística
- Instituto Gallego de la Vivienda y Suelo
- Instituto de Estudios del Territorio
- Junta Consultiva en Materia de Ordenación del Territorio y Urbanismo